# Бенсон (город, Миннесота)
Бенсон (англ. Benson) — город в округе Суифт, штат Миннесота, США. На площади 6,4 км² (6,4 км² — суша, водоёмов нет), согласно переписи 2002 года, проживают 3376 человек. Плотность населения составляет 525,3 чел./км².
- Телефонный код города — 320
- Почтовый индекс — 56215
- FIPS-код города — 27-05212[1]
- GNIS-идентификатор — 0639933[2]